# Cirsium uninervium
Cirsium uninervium là một loài thực vật có hoa trong họ Cúc. Loài này được (H.Lév. & Vaniot) Nakai mô tả khoa học đầu tiên năm 1923.